# Drösing
Drösing är en ort och kommun  i Österrike. Den ligger i distriktet Gänserndorf i förbundslandet Niederösterreich, 55 km nordost om huvudstaden Wien. Kommunen gränsar i öster mot floden Morava som är gräns mot Slovakien.
Kommunen består av två orter (Ortschaften) (inom parentes invånarantal 1 januari 2024):
- Drösing (898)
- Waltersdorf an der March (249)